# Dixiecrat
Die States’ Rights Democratic Party, deren Mitglieder gemeinhin Dixiecrats (dt.: Dixiekraten) genannt werden, ist eine ehemalige US-amerikanische politische Partei. Ihr Spitzenkandidat Strom Thurmond nahm an den Präsidentschaftswahlen 1948 teil und errang 39 Wahlmännerstimmen. Danach lösten sich die Dixiecrats auf. Als informelle Bezeichnung für Mitglieder der Demokratischen Partei, die aus den Südstaaten stammten und eine Rassentrennung befürworteten, blieb der Begriff bis in die 1960er Jahre gängig.

## Geschichte
Die Südstaaten waren 1948 bereits seit Jahrzehnten eine Hochburg der Demokratischen Partei (Solid South), da die Republikaner dort vielen Weißen aufgrund der Erfahrung des Sezessionskriegs als unwählbar galten. Im Jahr 1948 beschloss der demokratische Präsident Harry S. Truman umfangreiche Maßnahmen gegen die Rassentrennung und wurde dabei von vielen liberalen Demokraten aus dem Norden unterstützt. Dies werteten viele Weiße in den Südstaaten als Tabubruch. Die dortigen Demokraten spalteten sich ab und formten die States’ Rights Democratic Party. In ihrem Neun-Punkte-Parteiprogramm traten sie für maximale Selbstregierung der Bürger und strikte Rassentrennung „zum Wohle der Südstaaten“ ein. Die Demokratische und die Republikanische Partei wurden explizit als „totalitäre, bürokratische Polizeistaatler“ beschimpft.
Für ihre Mitglieder bürgerte sich rasch der Name Dixiecrat ein, ein Portemanteau der Worte Dixie für einen US-amerikanischen Südstaatler und Democrats, einen Anhänger der Demokratischen Partei.

### Präsidentschaftswahl 1948

Präsidentschaftswahl 1948. Die Dixiecrats (orange) gewannen in den Bundesstaaten Louisiana, Mississippi, Alabama und South Carolina und erhielten eine zusätzliche Wahlmännerstimme aus Tennessee.

Mit Spitzenkandidat Strom Thurmond stellten sich die Dixiecrats den Präsidentschaftswahlen von 1948. Sie traten nur in etwa der Hälfte der Bundesstaaten an und verzichteten in diversen Nordstaaten wie Michigan, Minnesota und New York oder Staaten mit wenigen Wahlmännern, darunter Iowa, Montana und Nevada, völlig auf einen Wahlkampf. Nur in 17 der damals 48 Staaten erhielt die Partei Stimmen.
Die Dixiecrats errangen bundesweit 2,4 % der Stimmen. Damit erreichten sie 38 der 531 oder 7,2 % Wahlmänner, weil sie in den Solid-South-Bundesstaaten Mississippi, Alabama und South Carolina jeweils die absolute Mehrheit der Stimmen und in Louisiana die relative Mehrheit der Stimmen erreichten. Da nach dem Wahlrecht alle Wahlmänner dem Kandidaten mit der relativen Mehrheit zufielen, ergab sich die hohe Anzahl der Wahlmänner. Später stimmte ein Wahlmann der Demokraten aus Tennessee gegen seine Parteilinie für Thurmond („faithless elector“), was ihm die 39. Stimme oder 7,3 % Wahlmänner einbrachte.
In anderen Staaten konnte Thurmond keine großen Erfolge einfahren. Trotz zum Teil hoher regionaler Stimmenanteile in Arkansas und Georgia kamen die Dixiecrats auch dort nicht über 20,3 % der Stimmen hinaus.

### Nach 1948
Die Dixiecrats lösten ihre Partei nach der Wahl 1948 auf. Thurmond und andere höherrangige SRDP-Politiker gingen zurück zu den Demokraten, bei denen die Bürgerrechtler zunächst wieder an Einfluss verloren; andere versuchten in Splitterparteien wie der American Independent Party ihr Glück. Obwohl ihre Partei nicht mehr existierte, blieb die Bewegung der Dixiecrats innerhalb der Demokratischen Partei bedeutsam. Weil die Demokraten aus ihrer Sicht immer weiter nach links drifteten, stimmten derweil viele Weiße in den Südstaaten zunehmend für die Republikanische Partei, die ihrerseits nach rechts rückte. Besiegelt wurde die Linkswendung der Demokraten und ihre Abkehr von der Rassentrennung durch den Civil Rights Act of 1964; bei der anschließenden Präsidentschaftswahl unterstützte Strom Thurmond den republikanischen Kandidaten Barry Goldwater, der für eine Rückkehr zur Rassentrennung eintrat, und wurde wenig später selbst ein Republikaner; seit Richard Nixons Wahl 1968 gilt der Solid South als republikanische Hochburg. Das letzte Mal, dass die vier Staaten, in denen die Dixiecrats 1948 gewannen, allesamt an die Demokraten gingen, war die Wahl 1976, bei der der Südstaatler Jimmy Carter für die Partei antrat. Ronald Reagan gelang es 1980 im Rahmen der Southern Strategy, die breite Mehrheit der weißen Südstaatler an die Republikaner zu binden, was sich in den Folgejahrzehnten zunehmend zementierte. Die republikanische Dominanz in den Südstaaten wurde bei den Präsidentschaftswahlen 1992 und 1996 in Teilen vom aus Arkansas stammenden Bill Clinton gestört, danach gelangen den Demokraten in den meisten Staaten der Region keine Erfolge mehr. Dies setzte sich im neuen Jahrtausenden in einem Maße fort, dass sie in den meisten Südstaaten mittlerweile als chancenlos gelten.